# Jauch (Einheit)
Jauch war ein Tiroler Flächenmaß und in anderen Regionen die Verkürzung für Juchart, Jauchard, Joch, Jeuch, Juch oder nur ein Begriff für Morgen oder Tagewerk – eigentlich die Fläche, die mit einem Joch Ochsen an einem Tag bearbeitet werden konnte. Das Feld- oder Landmaß war recht unterschiedlich, kann aber in der Größe eines Morgens gerechnet werden, und in 
- Innsbruck 1 Jauch = 1000 Quadrat-Klafter (Wiener)
  - 8 Jauch = 5 Joch (Wiener)
- Bozen 1 Jauch = 1202 Quadrat-Klafter (Wiener)
  - 4 Bozener Jauch = 3 Joch (Wiener)